# Dennis Rader
Dennis Lynn Rader (n. 9 martie 1945, Pittsburg⁠(d), Kansas, SUA) este un criminal american în serie cunoscut sub numele de BTK sau BTK Strangler. Și-a dat numele „BTK” (pentru „legat, torturat, ucis”). Între 1974 și 1991, Rader a ucis zece oameni în zona metropolitană din Wichita, Kansas.

## Biografie
Rader a trimis scrisori neplăcute către poliție și ziare care descriu detaliile crimelor sale. După un hiatus de zece ani, Rader a reluat să trimită scrisori în 2004, ceea ce duce la arestarea sa din 2005 și la recunoașterea ulterioară a crimelor. După un proces preliminar, Rader a pledat pentru 10 capete de acuzare și la tribunal a făcut o mărturie detaliată, dar în același timp egoistă. A fost condamnat la 10 sentințe de închisoare pe viață pe care îi va petrece la Facilitatea Corecțională El Dorado., având posibilitatea de a fi eliberat în anul 2180.

Note
1. ↑  „KDOC inmate number 0083707”. Accesat în 25 iulie 2019.
2. ↑  Siegel, Larry (19 ianuarie 2012). Criminology: Theories, Patterns, and Typologies. Cengage Learning. p. 353. ISBN 1-133-71052-2. Arhivat din original la 28 iulie 2014. Accesat în 11 iulie 2014.
3. ↑  Bauer, Craig P. (25 martie 2013). Secret History: The Story of Cryptology. CRC Press. p. 17. ISBN 978-1-4665-6186-1. Arhivat din original la 27 iulie 2014. Accesat în 11 iulie 2014.
4. ↑  Hickey, Eric W. (10 mai 2012). Serial Murderers and Their Victims. Cengage Learning. p. 254. ISBN 1-285-40168-9. Arhivat din original la 20 iulie 2014. Accesat în 11 iulie 2014.

## Victime
| Joseph Otero (38 de ani)+ soția (33 de ani) | Shirley Vian Relford (24 de ani) | Vicki Wegerle (28 de ani)              |
| ------------------------------------------- | -------------------------------- | -------------------------------------- |
| Joseph Jr. (9 ani)                          | Nancy Fox                        | Shannon Olson (15 ani)                 |
| Josephine (11 ani)                          | Anna Williams (63 de ani)        | Phillip și cele 2 fiice (16 și 10 ani) |
| Kathryn Bright (21 de ani)                  | Marine Hedge (53 de ani)         | Dolores „Dee” E. Davis (62 de ani)     |

## Legături externe
- Kansas Prison Inmate Database – Kansas Department of Corrections
  - Rader, Dennis L (KDOC# 83707) – current status is incarcerated
- B.T.K. – The Worlds Most Elusive Serial Killer
- Sedgwick County 18th Judicial District collection of legal documents on the Rader case
- The Wichita Eagle Collection of articles and videos about BTK
- KAKE Collection of articles and videos on BTK
- Dennis Rader's listing on the Kansas Department of Corrections Kansas Adult Supervised Population Electronic Repository site, including current location and disciplinary actions.
- "Finding BTK" Investigation Discovery
- When your father is the BTK serial killer, forgiveness is not tidy